# Alejandro Marco-Buhrmester
Alejandro Marco-Buhrmester, früher auch Alexander Marco-Buhrmester (* 1964 in Basel) ist ein deutscher Opernsänger (Bariton).

## Leben
Marco-Buhrmester begann 1984 ein Gesangsstudium am Konservatorium für Musik und Theater der Stadt Bern und gewann in den Jahren 1985 bis 1987 jeweils den Studienpreis Gesang des MGB der Stadt Zürich.
Im Jahr 1987 wechselte er an das Opernstudio der Musik-Akademie der Stadt Basel und erhielt gleichzeitig sein erstes Engagement am Stadttheater Biel, wo er als Marcello in La Bohème unter der Leitung von Jun Märkl debütierte.
Es folgten Festengagements am Aalto-Theater Essen (1989–1992) und am Theater Dortmund (1992–1995) Partien wie den Papageno, Guglielmo, Jeletzky (an der Seite von Martha Mödl), Danilo, Marcello und Sharpless sang. 1995 holte ihn Harry Kupfer ins Ensemble der Komischen Oper Berlin, wo er bis 1999 im festen Engagement war und danach bis 2005 als Gast Partien wie Dr. Falke, Harlekin, Dandini, Barbier übernahm. Seit 1999 ist Marco-Buhrmester freischaffender Künstler.
Seit dieser Zeit gastierte er am Theater Bielefeld als Lindorf/Coppélius/Miracle/Dapertutto (Les contes d’Hoffmann), Conte di Luna (Il trovatore), Enrico (Lucia di Lammermoor), die Titelrolle in Nabucco oder Peter Besenbinder (Hänsel und Gretel), sowie in den Musicals Kiss Me, Kate als Fred/Petrucchio, als Galileo Galilei in der Uraufführung von William Wart Murtas Starry Messenger oder als Tony in der West Side Story. Weiterhin sang er an den Staatstheatern Saarbrücken und Wiesbaden, am Theater Mannheim, an der Oper der Stadt Bonn, an der Deutschen Oper Berlin, bei den Internationalen Festtagen in Luzern, beim Bergen Festival (Norwegen), an der Lettischen Nationaloper in Riga und an der Oper Frankfurt.
2003 arbeitete der Bariton als Cover für Thomas Hampson in der Partie des Germont, die er später dort selbst übernahm, erstmals mit Daniel Barenboim und Peter Mussbach an der Staatsoper Unter den Linden zusammen und wurde darüber hinaus für die Spielzeit 2004/05 als Kothner in den Meistersingern von Nürnberg und für ein Konzert (Lyrische Sinfonie von Alexander Zemlinsky) mit der Staatskapelle unter der Leitung von Fabio Luisi eingeladen.
Marco-Buhrmester debütierte in Bayreuth 2001 in Die Meistersinger von Nürnberg, der letzten Inszenierung Wolfgang Wagners unter der musikalischen Leitung von Christian Thielemann. 2002 sang er dort, ebenfalls unter Christian Thielemann, im Tannhäuser, 2004 übernahm er die Rolle des Amfortas in Christoph Schlingensiefs Parsifal unter Pierre Boulez. 2006 gab er in Bayreuth sein Debüt als Gunther in der Götterdämmerung, wieder unter der Leitung von Christian Thielemann. Ferner sang er an der Pariser Opéra Bastille im Jahre 2005 als Melot in Peter Sellars’ Inszenierung von Tristan und Isolde unter der Leitung von Esa-Pekka Salonen und dann in der gleichen Inszenierung als Kurwenal unter Valery Gergiev.
Seit der Spielzeit 2017/18 ist er fest am Staatstheater Augsburg engagiert.

## Repertoire (Auswahl)
- Giorgio Germont – La traviata
- Miller – Luisa Miller
- Amfortas – Parsifal
- Conte Almaviva – Le nozze di Figaro
- Kurwenal – Tristan und Isolde

## Diskografie (Auswahl)
- Capriccio 2001 (Der Protagonist von Kurt Weill)
- Capriccio 2004 (La celebre Natività del Redentore von Antonio Cartellieri)

Eine Aufnahme seines Elias mit der Staatskapelle Berlin ist bei SONY in Vorbereitung.